# Гитерас, Антонио
Антонио Гитерас Холмс (Ольмес, исп. Antonio Guiteras Holmes; 22 ноября 1906, Филадельфия, США — 8 мая 1935, Эль-Морильо, Куба) — кубинский революционер, общественный и политический деятель.

## Биография
Борец против диктаторских режимов Херардо Мачадо и Фульхенсио Батисты. Революционный социалист (с влияниями анархизма и бланкизма), один из лидеров левого студенческого движения в 1920-х, соратник Хулио Антонио Мельи, основатель «Революционного союза» (1931) и «Молодой Кубы» (1934). Министр военных и внутренних дел во временном революционном кабинете президента Рамона Грау Сан-Мартина (сентябрь 1933 — январь 1934), а также главный идеолог реформ этого «правительства ста дней». Один из руководителей всеобщей забастовки в марте 1935 года. Погиб в бою с правительственными войсками.

## Оценки
В своей работе «Куба: новая история» левый автор Ричард Готт резюмирует убеждения и методы Гитераса:
Взгляды Гитераса отражали эклектическую смесь революционных влияний, от Огюста Бланки до Жана Жореса. Он черпал вдохновение из мексиканской и русской революций, борьбы в Ирландии и партизанского движения Сандино в Никарагуа. Он разделял антиимпериалистическую политику того времени и, исходя из анархистских корней, выступал за вооружённую борьбу в сельской местности и в городах, нападения на армейские казармы и убийства полицейских и членов правительства. Он был твердым сторонником прямого действия, пропаганды действием, заимствованной у Бланки и испанских анархистов, и подвергался резкой критике со стороны коммунистов за свой волюнтаризм и склонность к насилию.

## Память
- Его именем была названа центурия, сформированная из кубинцев-политэмигрантов и входившая в состав Интернациональной бригады имени Авраама Линкольна во время гражданской войны в Испании.